# К-530 (атомний підводний човен СРСР)
| К-530                                                                             | К-530                                                                      | К-530                                                                      |
| --------------------------------------------------------------------------------- | -------------------------------------------------------------------------- | -------------------------------------------------------------------------- |
| К-530                                                                             |                                                                            |                                                                            |
|                                                                                   |                                                                            |                                                                            |
| Схематичне зображення радянського атомного підводного човна проєкту 667Б «Мурена» |                                                                            |                                                                            |
| Верф                                                                              | завод № 199, Комсомольськ-на-Амурі                                         | завод № 199, Комсомольськ-на-Амурі                                         |
| Під прапором                                                                      | СРСР Росія                                                                 | СРСР Росія                                                                 |
| Належність                                                                        | Військово-морський флот СРСР · Військово-морські сили Російської Федерації | Військово-морський флот СРСР · Військово-морські сили Російської Федерації |
| Порт приписки                                                                     | Бухта Павловського (Фокіно)                                                | Бухта Павловського (Фокіно)                                                |
| Закладений                                                                        | 5 листопада 1976                                                           | 5 листопада 1976                                                           |
| Спуск на воду                                                                     | 23 липня 1977                                                              | 23 липня 1977                                                              |
| Введений до складу флоту                                                          | 28 грудня 1977                                                             | 28 грудня 1977                                                             |
| Виведений зі складу флоту                                                         | 1999 року виведений зі складу флоту                                        | 1999 року виведений зі складу флоту                                        |
| На службі                                                                         | 1977–1999                                                                  | 1977–1999                                                                  |
| Сучасний статус                                                                   | 2001 року утилізований                                                     | 2001 року утилізований                                                     |
| Бойовий досвід                                                                    | Холодна війна                                                              | Холодна війна                                                              |
| Проєкт                                                                            |                                                                            |                                                                            |
| Тип ПЧ                                                                            | атомний підводний човен з балістичними ракетами                            | атомний підводний човен з балістичними ракетами                            |
| Розробник проєкту                                                                 | ЦКБ МТ «Рубін»                                                             | ЦКБ МТ «Рубін»                                                             |
| Головний конструктор                                                              | Ковальов С. М.                                                             | Ковальов С. М.                                                             |
| Класифікація НАТО                                                                 | Delta I                                                                    | Delta I                                                                    |
| Основні характеристики                                                            |                                                                            |                                                                            |
| Швидкість (надводна)                                                              | 15 вузлів (29 км/год)                                                      | 15 вузлів (29 км/год)                                                      |
| Швидкість (підводна)                                                              | 26 вузлів (50 км/год)                                                      | 26 вузлів (50 км/год)                                                      |
| Робоча глибина занурення                                                          | 320 м                                                                      | 320 м                                                                      |
| Гранична глибина занурення                                                        | 450 м                                                                      | 450 м                                                                      |
| Автономність плавання                                                             | 70 діб                                                                     | 70 діб                                                                     |
| Екіпаж                                                                            | 120 осіб                                                                   | 120 осіб                                                                   |
| Розміри                                                                           |                                                                            |                                                                            |
| Довжина найбільша (по КВЛ)                                                        | 139 м                                                                      | 139 м                                                                      |
| Ширина корпусу найб.                                                              | 11,7 м                                                                     | 11,7 м                                                                     |
| Середня осадка (по КВЛ)                                                           | 8,4 м                                                                      | 8,4 м                                                                      |
| Водотоннажність надводна                                                          | 10 700 т                                                                   | 10 700 т                                                                   |
| Водотоннажність підводна                                                          | 13 700 т                                                                   | 13 700 т                                                                   |
| Силова установка                                                                  |                                                                            |                                                                            |
| Атомна: 2 × водо-водяні реактори ВМ-4Б                                            |                                                                            |                                                                            |
| Гвинти                                                                            | 2                                                                          | 2                                                                          |
| Потужність                                                                        | 180 МВт                                                                    | 180 МВт                                                                    |
| Озброєння                                                                         |                                                                            |                                                                            |
| Торпедно- мінне озброєння                                                         | 4 ТА калібру 533-мм (16 торпед), 2 ТА калібру 400-мм (4 торпеди)           | 4 ТА калібру 533-мм (16 торпед), 2 ТА калібру 400-мм (4 торпеди)           |
| Ракетне озброєння                                                                 | ракетний комплекс Д-9 з 12 ПУ БРПЧ Р-29                                    | ракетний комплекс Д-9 з 12 ПУ БРПЧ Р-29                                    |
| ППО                                                                               | 1 ПЗРК «Стріла-3М»                                                         | 1 ПЗРК «Стріла-3М»                                                         |

К-530 (рос. К-530) — радянський та російський атомний підводний човен з балістичними ракетами проєкту 667Б «Мурена». За радянською та російською класифікацією — ракетний підводний крейсер стратегічного призначення. Закладений 5 листопада 1976 року на заводі № 199 у Комсомольськ-на-Амурі під заводським номером 228. 23 липня 1977 року спущений на воду. 28 грудня 1977 року включений до складу Тихоокеанського флоту ВМФ СРСР.

## Історія служби
1 березня 1978 року К-530 увійшов до складу 21-ї дивізії підводних човнів 2-ї флотилії підводних човнів Тихоокеанського флоту ВМФ СРСР з базуванням у бухті Павловського (Фокіно, Приморський край). 29 жовтня 1980 року корабель переведений до складу 25-ї дивізії ПЧ Тихоокеанського флоту з базуванням у бухті Авачинська. 23 жовтня 1981 року перейшов на місце нового базування — у бухту Крашенінникова (Вілючинськ).
7 червня 1995 року К-530 переданий до складу 26-ї дивізії ПЧ, у бухті Павловського. У травні 1999 року корабель переведений у відстій, з нього вивантажений боєзапас. 28 грудня 2001 року проведено утилізацію корабля на базі суднобудівного заводу «Звєздочка» у Великому Камєні.